# Levainville
Levainville település Franciaországban, Eure-et-Loir megyében. Lakosainak száma 377 fő (2022. január 1.). Levainville Le Gué-de-Longroi községgel határos.

## Népesség
A település népességének változása:
| Lakosok száma | 158  | 202  | 264  | 343  | 400  | 393  | 389  | 382  | 378  | 377  |
|               | 1968 | 1982 | 1990 | 2006 | 2013 | 2015 | 2017 | 2019 | 2020 | 2022 |